# ریچارد بوولت
 ریچارد بوولت (انگلیسی: Richard Bolt؛ زاده ۱۹۱۱ درگذشته ۲۰۰۲) یک فیزیک‌دان اهل ایالات متحده آمریکا بود.